# Adenanthellum
Adenanthellum là một chi thực vật có hoa trong họ Cúc (Asteraceae).

## Loài
Chi Adenanthellum gồm các loài: